# Круті дівчата (фільм, 2024)
«Круті дівчата» (англ. Mean Girls) — американська підліткова музична комедія 2024 року режисерів Саманти Джейн і Артуро Переса молодшого за сценарієм Тіни Фей.
Фільм заснований на однойменному мюзиклі, який, своєю чергою, натхненний фільмом «Круті дівчата» 2004 року (також «Погані дівчиська»), також знятим за сценарієм Тіни Фей, написаному за книгою Розалінди Вайсман «Королева бджіл та наслідувачки» (англ. Queen Bees and Wannabes) 2002 року про стосунки угруповань дівчат та агресію в середній школі. У головних ролях фільму 2024 року знялися Ангурі Райс, Рене Рапп, Ауліі Кравальйо та Крістофер Брайні; Тіна Фей і Тім Медоуз повторюють свої ролі з оригінального фільму 2004 року.
Студія Paramount Pictures оголосила про створення фільму в січні 2020 року, коли Тіна Фей погодилася написати сценарій і стати продюсером разом із Лорном Майклзом, який продюсував фільм 2004 року. Композитор Джефф Річмонд і автор текстів Нелл Бенджамін повернулися, щоб переробити свої пісні зі сценічного мюзиклу, крім того, Річмонд також склав партитуру до фільму. Кастинг розпочався в грудні 2022 року. Основні зйомки проходили в Нью-Джерсі в березні-квітні 2023 року.
Спочатку планувалося випустити фільм на потоковому сервісі Paramount+, але після позитивних попередніх показів Paramount Pictures вирішила випустити фільм у кінотеатрах. Прем'єра фільму «Круті дівчата» відбулася 8 січня 2024 року в кінотеатрі AMC Lincoln Square у Нью-Йорку, а 12 січня він випущений у прокат в США. 20 лютого 2024 року фільм вийшов на цифрових носіях, 5 березня — на платформі Paramount+, на кінець квітня запланований вихід на Ultra HD Blu-ray, Blu-ray і DVD.
Фільм отримав неоднозначні відгуки критиків і зібрав у світовому прокаті понад 104 мільйони доларів проти 36 мільйонів доларів бюджету.

## Акторський склад
| Актори           | Персонажі      | Опис                                                                                                 | Актори фільму 2004 року        | Виконавці ролей в мюзиклі на Бродвеї (2017—2018) |
| ---------------- | -------------- | --- | ------------------------------ | ------------------------------------------------ |
| Ангурі Райс      | Кейді Герон    | Дівчина, яка переходить до середньої школи Норт-Шор після того, як все життя навчалася вдома в Кенії | Ліндсі Лохан                   | Еріка Геннінґсен                                 |
| Рене Рапп        | Реджина Джордж | Багата та популярна, але підла дівчини, яка є лідером групи Plastics                                 | Рейчел Мак-Адамс               | Тейлор Лаудерман                                 |
| Ауліі Кравальйо  | Дженіс Ієн     | Подруга Кейді та Деміана                                                                             | Ліззі Каплан                   | Барретт Вілберт Від (як Дженіс Саркисян)         |
| Джакель Спайві   | Деміан Габбард | Найкращий друг Дженіс, відкритий гей                                                                 | Деніел Францезе                | Грей Генсон                                      |
| Авантіка         | Карен Шетті    | Учасниця групи Plastics                                                                              | Аманда Сайфред (як Карен Сміт) | Кейт Роквелл (як Карен Сміт)                     |
| Бебе Вуд         | Гретхен Вінерс | Учасниця групи Plastics                                                                              | Лейсі Шебер                    | Ешлі Парк                                        |
| Крістофер Брайні | Аарон Семюелс  | Колишній хлопець Реджини, кохання Кейді                                                              | Джонатан Беннетт               | Кайл Зеліг                                       |
| Дженна Фішер     | Міс Герон      | Мати Кейді                                                                                           | Ана Ґастеєр                    | Керрі Батлер                                     |
| Бізі Філіпс      | Місис Джордж   | Мати Реджини                                                                                         | Емі Полер                      | Керрі Батлер                                     |
| Тіна Фей         | Міс Норбері    | Учителька математики                                                                                 | Тіна Фей                       | Керрі Батлер                                     |
| Тім Медоуз       | Містер Дюваль  | Директор школи                                                                                       | Тім Медоуз                     | Рік Янгер                                        |

Крім того, Ліндсей Лохан, яка зіграла Кейді Герон у фільмі 2004 року, виконує епізодичну роль модератора змагань з математики, а Джон Гемм грає тренера Карра, шкільного вчителя фізкультури. Ешлі Парк, яка виконала роль Гретхен у мюзиклі, у фільмі — мадам Парк, шкільна вчителька французької мови. Комік Коннор Ретліфф («Ток-шоу Джорджа Лукаса») зіграв містера Раппа, шкільного вчителя літератури. Реперка Меган Ті Сталліон з'являється в образі себе під час монтажу в соціальних мережах у фільмі. У цьому ж монтажі ютуберка Джазз Дженнінгс має епізодичну роль друга в соціальних мережах.